# 토머스 헌터

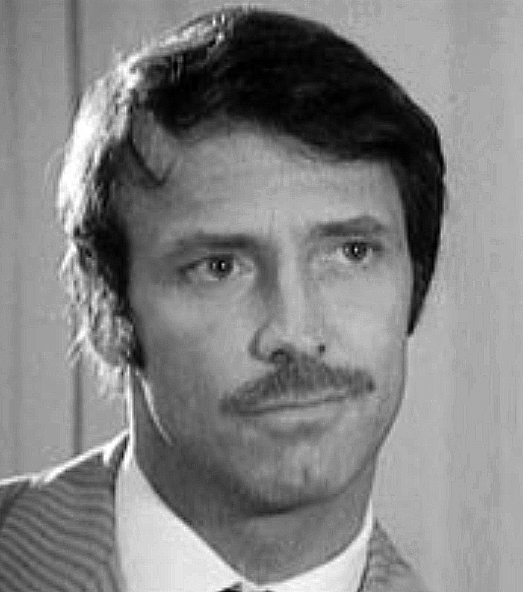

토머스 헌터(Thomas Hunter, 1932년 12월 19일 ~ 2017년 12월 27일)는 미국의 각본가, 텔레비전 배우, 영화배우이다.
서배너에서 태어났다.

## 영화
- 최후의 카운트다운 (1980년)
- 안지오의 영웅들 (1968년)
- 타이가의 탈출 (1967년)
- 아빠, 전쟁에서 무슨 일이? (1966년)
- 돌아온 석양의 무법자 (1966년)